# Dorcadion corcyricum
Dorcadion corcyricum là một loài bọ cánh cứng trong họ Cerambycidae.